# 联络 (主丛)
在数学中，丛上一个联络是定义了一种平行移动概念的装置；即将邻近点上的纤维“连接”或等价的一种方法。光滑流形M上主G-丛P上一个主G-联络是一类特殊的联络，它与群G的作用相容。
主联络可以视为是埃雷斯曼联络概念的一类特例，经常称为主埃雷斯曼联络。它给出了通过配丛构造相配于P的任何纤维丛上一个（埃雷斯曼）联络。特别地，在任何配向量丛上主联络诱导了一个共变导数，一个能对这个丛的光滑截面关于沿着底流形上切方向微分的算子。主联络将光滑流形标架丛上的线性联络推广到任何主丛上。

## 正式定义
设π:P→M是光滑流形M上一个光滑主G-丛。则P上一个主G-联络是P上一个取值于G的李代数{\displaystyle {\mathfrak {g}}}的微分1-形式，并满足G-等变以及产生P上的基本向量场的李代数生成集。
换句话说，它是{\displaystyle \Omega ^{1}(P,{\mathfrak {g}})\cong C^{\infty }(P,T^{*}P)\otimes {\mathfrak {g}}}中一个元素ω使得
1. {\displaystyle {\hbox{Ad}}(g)(R_{g}^{*}\omega )=\omega }这里Rg表示用g右乘；
2. 如果{\displaystyle \xi \in {\mathfrak {g}}}和Xξ是P上的向量场关联于  ξ利用G在P作用的微分，则ω(Xξ) = ξ（在  P上等同）。

有时术语“主G-联络”表示二元组(P,ω)，而ω自己称为这个主联络的联络形式或联络1-形式。

### 与埃雷斯曼联络的关系
P上一个主G-联络以如下方式确定了P上一个埃雷斯曼联络。首先注意到基本向量场生成了G在P上的作用给出了从P的铅直丛V（满足Vp=Tp(Pπ(p))到{\displaystyle P\times {\mathfrak {g}}}的一个丛同构。从而ω定义了惟一的丛映射v:TP→V，在V上是恒同。这个投影v由它的核惟一确定，它是TP的一个光滑子丛H（称为水平丛）使得TP=V⊕H。这是一个埃雷斯曼联络。
反之，P上一个埃雷斯曼联络H⊂TP（或v:TP→V）定义了一个主G-联络ω当且仅当它在{\displaystyle H_{pg}=\mathrm {d} (R_{g})_{p}(H_{p})}的意义下G-等变。

### 局部平凡化中的形式
主丛P的一个局部平凡化由P在一个M的开子集U上的一个截面s给出。则主联络的拉回s*ω是一个U上一个取值于{\displaystyle {\mathfrak {g}}}的1-形式。如果截面s被由(sg，x) = s(x)g(x)定义的一个新截面sg代替，这里g:M→G是一个光滑映射，则(sg)*ω = s*ω+g-1dg。主联络惟一地由这样一族{\displaystyle {\mathfrak {g}}}-值1-形式确定，这些1-形式也称为联络形式或联络1-形式，特别是在比较旧或以物理为中心的文献中。

### 主联络丛
群G通过右平移作用在切丛TP。商空间TP/G也是一个流形，继承了TM上一个纤维丛结构，可记作dπ:TP/G→TM。设ρ:TP/G→M是到M的投影映射。丛TP/G的纤维在投影ρ下携带一个加法结构。
丛TP/G称为主联络丛(Kobayashi 1957)。dπ:TP/G→TM A的一个截面Γ使得Γ : TM → TP/G是M上向量丛的一个线性同态，可与P中一个主联络等同。反之，如上定义的一个主联络给出了这样TP/G的一个截面Γ。
最后，设Γ是这样意义的一个主联络。令q:TP→TP/G是其商映射。联络的水平分布是丛
{\displaystyle H=q^{-1}\Gamma (TM)\subset TP}。

### 仿射性质
如果ω与ω' 是主丛P上两个主联络，则差ω' - ω是P上一个{\displaystyle {\mathfrak {g}}}-值1-形式，它不仅G-等变，也是水平的。这里所谓水平是指在P的任何铅直丛V上为零。从而它是基本的，因此能被M上取值于伴随丛
{\displaystyle {\mathfrak {g}}_{P}:=P\times _{G}{\mathfrak {g}}}
一个1－形式确定。反之，任何这样的形式定义了（通过拉回）P上一个G-等变水平1-形式。所以主G-联络的空间是关于这个1-形式空间的一个仿射空间。

## 诱导的共变外导数
对G的任何线性表示W，有一个M上的配向量丛{\displaystyle P\times _{G}W}，一个主联络诱导了这个向量丛上一个共变导数。这个共变导数可利用{\displaystyle P\times _{G}W}在M上截面的空间同构于P上G-等变W-值函数的事实来定义。更一般地，取值于{\displaystyle P\times _{G}W}的k-形式之空间等同于P上G-等变且水平的W-值k-形式之空间。如果α是这样一个k-形式，则其外导数dα，尽管G-等变，但不再水平。不过，复合dα+ωΛα却是。这样定义了一个外共变导数dω从M上{\displaystyle P\times _{G}W}-值k-形式到M上{\displaystyle P\times _{G}W}-值(k+1)-形式。特别地，当k=0，我们得到了{\displaystyle P\times _{G}W}上一个共变导数。

## 曲率形式
主G-联络ω的曲率形式是{\displaystyle {\mathfrak {g}}}-值2-形式Ω定义为
{\displaystyle \Omega =d\omega +{\tfrac {1}{2}}[\omega \wedge \omega ]}。
它是G-等变以及水平的，从而对应于一个M上取值为{\displaystyle {\mathfrak {g}}_{M}}的2-形式。曲率与这个量相等也称为“第二结构方程”。

## 标架丛上的联络及其挠率
如果主丛P是标架丛，或更一般地如果他有一个焊接形式，则此联络是仿射联络的一个例子，曲率不仅不变，由焊接形式θ的加法结构，也要考虑到它是P上一个Rn-值1-形式。特别地，P上的挠率形式，是一个
Rn-值2-形式Θ定义为
{\displaystyle \Theta =\mathrm {d} \theta +\omega \wedge \theta }。
Θ是G-等变及水平的，从而它下降为M上一个切值2-形式，称为挠率。这个等式也称为“第一结构方程”。